# Xafarranxo de combat
 Xafarranxo de combat  (títol original en anglès: Away All Boats) és una pel·lícula dramàtica estatunidenca dirigida per Joseph Pevney, amb Jeff Chandler i George Nader, estrenada el 1956. Ha estat doblada al català.

## Argument[2]
És la història de l'USS «Belinda», botat el 1943 amb el capità Jebediah S. Hawks i el capità MacDougall, com a comandants. Malgrat els seus desacords, els dos aconsegueixen realitzar el seu viatge de prova, i marxen finalment al combat, traslladant un batalló d'infanteria a un lloc ocupat per l'enemic. Malgrat tot, l'equip resta lluny de ser perfecte quan passen a l'acció enviant els seus Marines  al cap de pont.

## Repartiment
- Jeff Chandler: Capità Hawks
- George Nader
- Lex Barker
- Julie Adams
- Keith Andes
- Richard Boone
- William Reynolds
- Charles McGraw
- Jock Mahoney
- John McIntire
- Frank Faylen
- Clint Eastwood
- James Westerfield
- Don Keefer
- Kendall Clark
- George Dunn
- Charles Horvath
- Jarl Victor
- Arthur Space
- Parley Baer
- Hal Baylor
- Sam Gilman

## Al voltant de la pel·lícula
Clint Eastwood apareix a la pel·lícula. És l'inici de la seva carrera, i no domina realment, encara, la seva veu.